# ンゲルルムッド

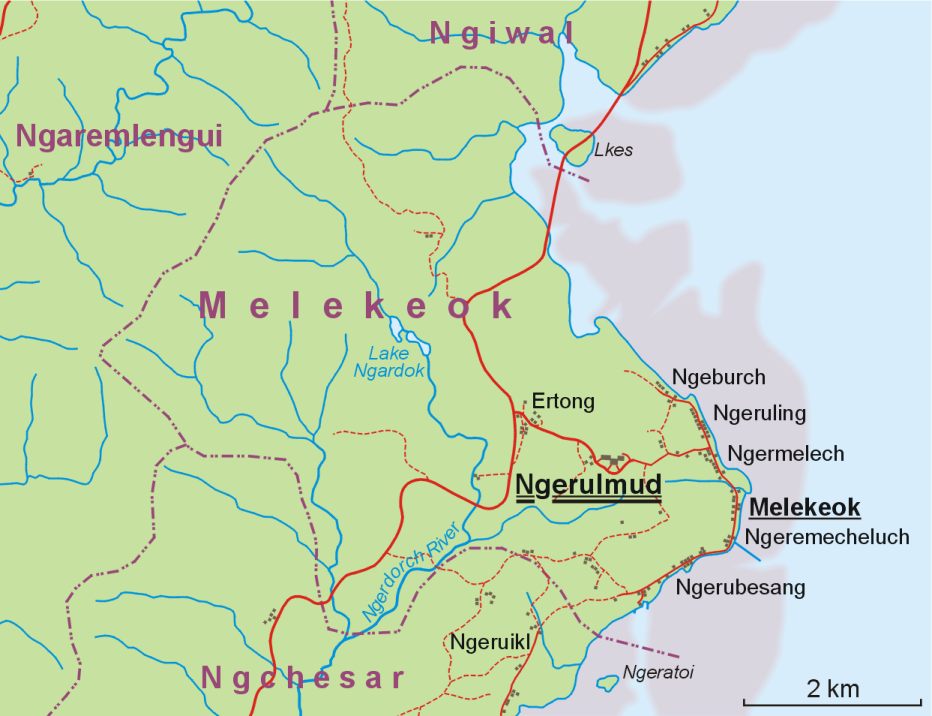
マルキョク州内での位置

ンゲルルムッド（パラオ語: Ngerulmud）とは、パラオのマルキョク州マルキョクにある集落である。

## 概要
ンゲルルムッドはコロールからおよそ20km北東に位置し、同国最大の島、バベルダオブ島に位置する。また、マルキョクの中心集落からは北西に2km程に位置し、現在の同国の首都機能が置かれている集落となっている。

## 歴史
同国の首都は元々コロールであったものの、憲法には「バベルダオブ島の中に永久的な首都を指定する」との一文があり、また「憲法施行より10年以内」に遷都するとの旨が記されていた。新しい首都は1986年に早くも計画され、ハワイ州の建設会社と複合的政府施設建設の契約もなされたが、2000年代初頭まで進展は無かった。結局、立法、司法、行政の各部門の建物を広場を経由して繋ぐ形式で4500万米ドル以上の費用をかけ、2006年10月7日に公式に完成し、5000人以上の人がその式典に出席した。また、政府機能がコロールから移転したのはその直後となった。